# Linia kolejowa nr 732
Linia kolejowa 732 – pierwszorzędna, jednotorowa, zelektryfikowana linia kolejowa znaczenia państwowego łącząca rozjazd nr 3 (dawny posterunek Tczew Południe) z rozjazdem nr 11 (dawny posterunek Tczew Wisła) w obrębie stacji Tczew. Linia umożliwia jazdę z Malborka w kierunku Bydgoszczy bez zmiany czoła i z pominięciem głównej części stacji.
Linia została w całości ujęta w kompleksowej i bazowej towarowej sieci transportowej TEN-T.